# Ciudades wendas de la Hansa
En el marco de la Liga Hanseática, las llamadas ciudades wendas fueron el núcleo de ciudades fundadoras de la federación de Estados de la Hansa, en el litoral sur del mar Báltico, y las que formarían parte de esta entidad durante toda su existencia (varios siglos a partir de mediados del siglo XIV). A grandes rasgos, se trata de una decena de ciudades del norte de Alemania ubicadas entre el sur de la península de Jutlandia, el sureste de Schleswig-Holstein y Mecklemburgo-Pomerania Occidental, como también en el oeste de Polonia (parte de la misma Pomerania germánica de la época).
Las ciudades hanseáticas wendas dominaron en gran medida el comercio en el mar Báltico hasta finales de la Edad Media, cuando Holanda e Inglaterra comenzarían a desempeñar un papel más destacado en la región bajo auspicios de la escandinava Unión de Kalmar (la gran rival de la Liga). La sede principal de la región era Lübeck, capital de facto de la Liga Hanseática.

## División

La división de la Liga Hanseática en sectores. La franja más ancha, en color rosa, representa la interpretación más extensa del grupo de ciudades wendas.

Históricamente, se suele clasificar las ciudades de la Liga Hanseática en varios sectores (clasificación geográfica, política y étnica), o «cuartos» en el sentido de división territorial (en alemán: Quartiere): las ciudades wendas, las livonias, las teutónicas (llamadas también prusianas) y las sajonas (principalmente en torno a la llanura Weser-Aller). A estas, según qué época, se incorporaban ciudades de Westfalia y ciudades de Holanda y Zelanda (la «Hansa neerlandesa»). También las ciudades en la esfera de influencia de la Liga o en estrecha colaboración con esta (en las que se aplicaban los privilegios hanseáticos) se consideraban a veces sectores de la Liga. Estas incluían a las ciudades del litoral este y de las islas de Suecia, especialmente Visby (en la isla de Gotlandia), y las del margraviato de Brandeburgo (aliado tradicional de los hanseáticos y a veces considerado parte de la federación).
Dentro de este concepto, el sector wendo (en alemán: wendisches Quartier) incluía en un principio a Lübeck, Stralsund, Wismar, Rostock, Kiel, Hamburgo, Greifswald y Anklam. A ellas se suele añadir otras ciudades como Luneburgo (con sus importantes fuentes de sal, que aportaban a la riqueza de la Hansa a través de la ruta de la sal hacia Lübeck, pero que teóricamente era parte del sector sajón), Demmin y Sterttin (hoy la Szczecin polaca), además de otras villas y ciudades menores de la región, como Wolgast o Swinemünde (hoy la polaca Świnoujście).

### Principales ciudades wendas
| Ciudad    | Seña hanseática |
| --------- | --------------- |
| Lübeck    |                 |
| Stralsund |                 |
| Wismar    |                 |
| Rostock   |                 |
| Kiel      |                 |

| Ciudad     | Seña hanseática |
| ---------- | --------------- |
| Hamburgo   |                 |
| Luneburgo  |                 |
| Greifswald |                 |
| Stettin    |                 |
| Anklam     |                 |

## Nombre
El nombre dado a esta agrupación de ciudades proviene de los wendos, palabra celta usada por los germanos para referirse en un principio a los habitantes no germanos del norte de la Europa central y occidental, y particularmente a los pueblos eslavos en torno al Elba, sobre todo los sorabos. Con el tiempo, el nombre pasó a referirse a una región geográfica entre el delta interior de Hamburgo y Pomerania, que llegaría a identificarse con las principales ciudades de la región sin relación con la etnia de sus habitantes (siendo de hecho poblaciones principalmente germánicas). Con lo que no debe confundirse el uso del gentilicio «wendo» con las ciudades que recibirían este nombre, sobre todo a partir de la primera alianza (véase a continuación).

## Historia
Originalmente, la Liga de Ciudades Wendas (en alemán: wendischer Städtebund), anterior a la Liga Hanseática, se fundó en 1259 por las ciudades de Lübeck (entonces potencia regional), Stralsund, Wismar, Kiel y Rostock. Esta sirvió para asegurar las rutas comerciales de la región báltica por tierra y mar, y sería el núcleo del posterior capítulo wendo de la Hansa. Aunque lo cierto es que durante su existencia, las alianzas de esa primera formación distaban en gran medida de las que tendría la Liga Hanseática, como fue por ejemplo el caso del Reino de Dinamarca (rival tradicional de la Liga, pero antes aliado de las ciudades wendas).
La propia Liga de Ciudades Wendas tiene sus raíces en una alianza entre Hamburgo y Lübeck ya en 1230, establecida contractualmente en 1241, que sería fortalecida por Luneburgo, una aliada tradicional de Hamburgo, y más tarde por las ciudades pomeranas de Greifswald, Stettin y Anklam. La mayoría de estas ciudades también eran miembros de la Asociación Monetaria Wenda, una organización clave en el origen de estas coaliciones. A partir de allí, en el marco del establecimiento del comercio marítimo en el Báltico y con sus privilegios establecidos en Gotlandia, la alianza pasaría a formar la Liga Hanseática Mercantil, lit. Liga Mercantil de Guildas (nombre original de la Hansa; Hanse en alemán significa guilda), antes de convertirse en la Liga Hanseática de Ciudades.
Aunque las decisiones de más trascendencia de la Liga Hanseática se tomaban teóricamente por la Hansetag (La Dieta Hanseática) tras una votación, en la práctica las medidas y acciones estratégicas, comerciales y, sobre todo, bélicas se alineaban con los intereses de las ciudades wendas, siempre con Lübeck liderando la Liga en todos estos asuntos (más tarde parte de este protagonismo sería asumido por Hamburgo), mientras que otros sectores de la Hansa no siempre estaban alineados con estas decisiones, que a veces les perjudicaban, y de hecho en ocasiones estaban directamente opuestos a ellas. Esto fue sobre todo el caso de los sectores más alejados, a saber, las ciudades teutónicas y las neerlandesas, como también ciudades del interior de la Liga, como las de Westfalia. A comienzos de la guerra danesa-hanseática en la década de 1360, por ejemplo, todas estas ciudades se oponían directamente a la guerra, y en caso de algunas siguieron comerciando con Dinamarca estando el conflicto ya en marcha. Solo en la segunda etapa de la contienda, todas estas ciudades se unirían en la Confederación de Colonia para hacer frente a la expansión danesa. También en la guerra de la Liga Hanseática contra la Unión de Kalmar en el siglo siguiente, hubo mucha oposición interna al bloqueo impuesto por las ciudades wendas y pomeranas a los puertos daneses; de hecho, a esta altura las ciudades neerlandesas ya se habían separado de la Hansa, convirtiéndose en uno de sus rivales y luego en enemigos en los siguientes conflictos. También decisiones logísticas y estratégicas tomadas por las ciudades wendas no siempre correspondían con los intereses de los demás miembros. Cuando se desmanteló la Confederación de Colonia, las ciudades prusianas aún se encontraban en un conflicto territorial que podría aprovecharse de la alianza militar, pero no consiguieron convencer a sus socios a mantenerla. El Estado teutónico tampoco acudiría a la ayuda de las ciudades wendas en su disputa con Dinamarca y Holanda en la mencionada guerra.
En cuanto a Hamburgo, siendo nombrada ciudad libre, y teniendo sus propios conflictos (entre otros con el ducado de Schleswig y el Sacro Imperio Romano Germánico), su proceder, aunque nunca contrastaba los intereses hanseáticos, iba a veces, sobre todo en la fase temprana de la Liga, más ligado a ciudades como Bremen, también considerada ciudad imperial libre (y principal ciudad del sector sajón de la Liga) que con las demás ciudades wendas.